# بخش دستگرد
بخش دستگرد، یکی از بخش‌های شهرستان فرخ‌شهر در استان چهارمحال و بختیاری ایران است. مرکز این بخش، روستای دستگرد امامزاده است.

## تقسیمات کشوری
- بخش دستگرد
  - دهستان دستگرد
  - دهستان سورک

## جمعیت
بر پایه سرشماری عمومی نفوس و مسکن در سال ۱۳۹۵، جمعیت بخش دستگرد برابر با ۴،۳۵۰ نفر بوده‌است.